# Athletics
Athletics (укр. Атлетікс) — торгова мережа з продажу товарів для спорту та туризму, що охоплює 32 супермаркети у 21 регіоні України, присутня у найбільших містах: Києві, Харкові, Одесі та Дніпрі також має магазини в Росії під початковою торговою назвою "СпортМастер".До ребрендингу мережа мала назву Спортмастер. Один із найбільших ритейлерів України та Росії у своїй галузі.

## Історія
19 лютого 2021 року РНБО ввела санкції щодо восьми фізичних та 19 юридичних осіб включно із сингапурською компанією «Sportmaster Operations Pte», частка якої в ТОВ «Спортмайстер-Україна» складає 99%.
20 серпня 2021 було засновано ТОВ «Атлетікс», де засновниками серед компаній виступили Pulau Artis Limited (Гонконг, 43%) та Felix Trade PTE. LTD. (Сінгапур, 19%), кінцевими бенефіціарами яких є громадяни Сінгапуру, серед осіб — українські топменеджери Людмила Олексіївна Книш (Україна, 19%), яка з 2020 року була директором Спортмастер-Україна, й Ігор Степанович Слоєв (Україна, 19%).
У січні 2022 року було подано заявку про реєстрацію бренду Athletics.

### Благодійність
За словами Людмили Книш, компанією було викуплено військових облігацій на загальну суму 2 млн 215 тис. грн, на благодійність було передано товар на понад 3 млн грн, також надано грошову допомогу Центральному військовому госпіталю, окремим військовим формуванням та київській дитячій лікарні «Охматдит». Деякі благодійні операції були проведені через російський «Альфа-Банк».

## Критика
1 листопада 2022 року блогер Олександр Грішин звинуватив компанію в тому, що власником сингапурської компанії завжди залишалися росіяни, а новий бренд контролюється тими ж особами.